# Tipula indra
Tipula indra är en tvåvingeart som beskrevs av Alexander 1961. Tipula indra ingår i släktet Tipula och familjen storharkrankar. Inga underarter finns listade i Catalogue of Life.